# Methylentriphenylphosphoran
Methylentriphenylphosphoran (auch Methylidentriphenylphosphoran) ist eine organische Verbindung aus der Gruppe der Phosphorane.

## Geschichte
1953 wurde die Wittig-Reaktion entdeckt, wobei Methylentriphenylphosphoran mit Benzophenon zu 1,1-Diphenylethylen umgesetzt wurde.

## Herstellung
Methylentriphenylphosphoran wird hergestellt, indem Triphenylphosphin zunächst mit Methylbromid zu Methyltriphenylphosphoniumbromid umgesetzt und dieses dann mit Butyllithium deprotoniert wird. Alternativ kann die Deprotonierung beispielsweise mit Phenyllithium, Natriumhydrid oder Kalium-tert-butanolat durchgeführt werden. Weiterhin ist die Reaktion mit Natriumamid in flüssigem Ammoniak möglich.

## Eigenschaften
Die Verbindung ist in vielen organischen Lösungsmitteln löslich, beispielsweise in Diethylether, Tetrahydrofuran, Ethylenglycoldimethylether, Benzol, Toluol und Dimethylsulfoxid. Durch protische Lösungsmittel inklusive Wasser wird es zersetzt.

## Reaktionen und Verwendung
Methylentriphenylphosphoran wird verwendet, um in einer Wittig-Reaktion Aldehyde oder Ketone in terminale Alkene umzuwandeln. Das Tebbe-Reagenz gibt in solchen Umsetzungen jedoch meist bessere Ausbeuten, insbesondere bei sterisch gehinderten Substraten. Ein Beispiel für die Herstellung eines terminalen Alkens ist die Umsetzung von Cyclohexanon zu Methylencyclohexan. Mit tert-Butyllithium kann Methylentriphenylphosphoran deprotoniert werden, was seine Reaktivität erhöht. Die so gebildete Verbindung reagiert mit Epoxiden und Bildung von Homoallylalkoholen.